# IC 4494
IC 4494 је спирална галаксија у сазвјежђу Волар која се налази на листи објеката дубоког неба у Индекс каталогу.
Деклинација објекта је + 15° 28' 52" а ректасцензија 14h 44m 27,1s. Привидна величина (магнитуда) објекта IC 4494 износи 14,2 а фотографска магнитуда 15,0. IC 4494 је још познат и под ознакама MCG 3-38-4, CGCG 105-14, PGC 52645.